# Mary O'Kelly de Galway
Pour les articles homonymes, voir O'Kelly.
La comtesse Mary « Bunnie » O'Kelly de Galway (24 avril 1905 - 20 juin 1999) était une agente irlandaise de la résistance belge considérée comme la seule Irlandaise à participer à cet effort de résistance. 

## Enfance et éducation
Mary de Galway O'Kelly est née Mary Cummins à Dublin le 24 avril 1905. Elle est l'un des dix enfants du plombier ou ingénieur civil, Thomas Patrick Cummins Waterfall Cottage, Richmond Road, et de sa femme Ellen Black. O'Kelly fait ses études à la Fairview National School et plus tard au Dominican College à Eccles Street. Elle montre une aptitude pour les langues, en particulier le français, à un jeune âge qui l'amène à décider de voyager pour améliorer ses compétences linguistiques. Déménageant à Bruxelles, elle enseigne l'anglais aux 12 enfants d'une comtesse belge et, à partir de 1939, elle travaille pour l'ambassade du Canada en tant que traductrice,.

## Rôle dans la résistance belge
O'Kelly vit à Bruxelles en mai 1940 lorsque la ville est envahie par l'armée allemande et s'engage dans la résistance. Détentrice d'un passeport irlandais, elle peut voyager beaucoup plus librement que les Belges. Cela, ainsi que son accès à des diplomates étrangers, font d'elle un courrier précieux tout en traduisant et en faisant passer des armes en contrebande. Elle est trahie auprès de la Gestapo après quelques mois et est arrêtée dans son appartement pendant la nuit après que sa propriétaire leur donne la clé. Elle est emmenée à Berlin et condamnée à mort, emprisonnée dans un camp de concentration et soumise à la torture. Elle est constamment déplacée, détenue dans un certain nombre de camps, notamment à Essen, Brême et Dresde. À cause de la famine, elle rapporte avoir vu des détenus recourir au cannibalisme. Elle échappe à la mort lorsqu'un transport prévu pour l'emmener à Auschwitz a déraillé. Elle est libérée le 25 avril 1945, alors qu'elle ne pesait qu'une trentaine de kilogrammes et souffre de décalcification de la colonne vertébrale parmi un certain nombre de maladies. O'Kelly passe plusieurs mois dans des hôpitaux suisses et parisiens à se remettre, portant une « veste en plâtre » pendant six mois. Elle reçoit plusieurs décorations du général Eisenhower et du roi Léopold en 1946. 

## Fin de vie
En 1946, alors qu'elle subit une évaluation d'indemnisation, elle rencontre le comte Guy O'Kelly de Galway, un avocat d'origine irlandaise. Ils se marient en 1949 et déménagent en Irlande. Elle voit son mari quitter l'aéroport de Dublin alors qu'il se rend en Angleterre pour affaires en 1964 et après cet au revoir, elle ne l'a plus revu et sa disparition n'a jamais été résolue. 
O'Kelly est connue par ses nièces et neveux sous le nom de "Auntie Bunnie". Elle vit à Clontarf, où elle est une figure bien connue. À 80 ans, elle est longuement interviewée pour le documentaire de RTÉ Radio In the shadow of death. Elle reste active jusqu’à ses 90 ans, commentant « ils devront me tirer dessus ». O'Kelly meurt à Dublin le 20 juin 1999 et a été incinéré au cimetière de Glasnevin. 